# UFC Ultimate Fight Night 2
Ultimate Fight Night 2 fue un evento de artes marciales mixtas celebrado por Ultimate Fighting Championship el 3 de octubre de 2005 en el Hard Rock Hotel & Casino, en Las Vegas, Nevada, Estados Unidos.

## Historia
Este evento marcó la primera aparición en UFC de Thiago Alves, Jon Fitch, Brandon Vera, Spencer Fisher y Brock Larson.

## Resultados

### Tarjeta preliminar
- Peso wélter: Jonathan Goulet vs. Jay Hieron

Goulet derrotó a Hieron vía TKO (corte) en el 1:05 de la 3ª ronda.
- Peso medio: Jon Fitch vs. Brock Larson

Fitch derrotó a Larson vía decisión unánime.
- Peso wélter: Spencer Fisher vs. Thiago Alves

Fisher derrotó a Alves vía sumisión (triangle choke) en el 4:43 de la 2ª ronda.

### Tarjeta principal
- Peso wélter: Drew Fickett vs. Josh Koscheck

Fickett derrotó a Koscheck vía sumisión (rear naked choke) en el 4:28 de la 3ª ronda.
- Peso pesado: Brandon Vera vs. Fabiano Scherner

Vera derrotó a Scherner vía TKO (rodillazos y golpes) en el 3:22 de la 2ª ronda.
- Peso medio: Chris Leben vs. Edwin DeWees

Leben derrotó a DeWees vía sumisión (armbar) en el 3:26 de la 1ª ronda.
- Peso medio: David Loiseau vs. Evan Tanner

Loiseau derrotó a Tanner vía TKO (cortes) en el 4:15 de la 2ª ronda.